# توریان
توریان، روستایی در دهستان رمکان بخش مرکزی شهرستان قشم در استان هرمزگان ایران است. این روستا، مرکز دهستان رمکان است.

## جمعیت
بر پایه سرشماری عمومی نفوس و مسکن در سال ۱۳۹۵، جمعیت آن برابر با ۲٬۳۳۹ نفر (۶۲۵ خانوار) بوده‌است.